# Балашова, Светлана Александровна
Светлана Александровна Балашова (2 октября 1943, СССР — 21 февраля 2012, Москва) — советская и российская актриса театра и кино, заслуженная артистка РСФСР (1981).

## Биография
Светлана Балашова родилась 2 октября 1943 года. В 1964 году окончила Театральную студию при Московском ТЮЗе (педагог — П. О. Хомский). Работала в Московском театре кукол.
Ещё до окончания студии в 1964 году снялася в ряде фильмов. Самой известной её работой стала роль старшеклассницы Веры Семечкиной в фильме режиссёра Генриха Оганесяна «Приключения Кроша». Кроме того актриса сыграла небольшие роли в картинах «Грешный ангел» (Наташа) и «Лёгкая жизнь» (работница химчистки).
В Московском театре кукол исполнила множество ролей. Её героинями становились: Жирафа в сказке «Носорог и Жирафа» Х. Гюнтера, Людмила в знаменитой пушкинской сказке «Руслан и Людмила», Валерий Пестряков («Верните Пестрякову удивление» А. Гуляева), Яшка-Таракашка («Такой большой и страшный» Ю. Аверенкова), Ниф-Ниф («Держись, поросята!» по С. Михалкову), Девочка Елизавета («Пушок-Волшебник» А. Попеску), Машенька («Машенька и медведь» В. Швемберга), Пани Королева («Сказка о незадачливом драконе» И. Пержинова), Жавота («Хрустальный башмачок» Т. Габбе), Финиса («Карурман — Чёрный Лис» Р. Мингамиева и Е. Крюкова), Принцесса («Голый король» Е. Шварца).
Указом Президиума Верховного Совета РСФСР № 651 за 1981 год артистке Московского театра кукол С. А. Балашовой «за заслуги в области советского театрального искусства» было присвоено звание «Заслуженный артист РСФСР».
Работала на телевидении. В 1990-х годах озвучивала лягушонка Квасю в передаче «Кварьете весёлая компания». С 2003 года работала в программе «Шишкин лес», выходившей на канале «Радость моя», где играла бабушку Федору, а также озвучивала сову Матильду Леонардовну.
Умерла 21 февраля 2012 года на 69-м году жизни в Москве. Урна с прахом захоронена в колумбарии Алексеевского кладбища города Москвы.

## Награды
- Заслуженная артистка РСФСР (1981)

## Фильмография
- 1961 — Приключения Кроша — Вера Семечкина, подруга Нади
- 1962 — Грешный ангел — Наташа
- 1964 — Лёгкая жизнь — работница химчистки
- 1965 — Сердце матери — Мария Ильинична Ульянова
- 1967 — Журналист — Вера, дочь Пустовойтова